# Impasug-ong
Impasug-ong é um município de  primeira classe de renda municipal (d) na província Bukidnon, nas Filipinas. De acordo com o censo de 1 de maio  de  2020 possui uma população de 53 863 pessoas e 11 843 domicílios.